# Helicobasidium compactum
Helicobasidium compactum ist eine Pilzart aus der Familie in der Klasse der Ohrlappenpilzverwandten (Auriculariaceae) der Tremellomycetes. Sie ist in den gesamten Tropen und in Europa verbreitet. Der Pilz wächst parasitisch an Stämmen, Wurzeln und Rinden von Bäumen, Sträuchern und krautigen Pflanzen, vor allem in Erdbodennähe.

## Merkmale

### Makroskopische Merkmale
Der Fruchtkörper von Helicobasidium compactum erscheint als samtig-filziger Teppich auf der Oberfläche seines Wirtes. Die Fruchtkörper sind purpurfarben, samtig-filzig und resupinat. In seiner Textur erinnert er an verrottenden Stoff. Das Hymenium ist purpurfarben. An seinem Rand bilden sich häufig rosafarbene Rhizomorphen, die es einrahmen. Die Fruchtschicht kann oft die gesamte Oberfläche des Wirtes bedecken.

### Mikroskopische Merkmale
Die Hyphen von Helicobasidium compactum sind walzenförmig und verfügen nicht über Schnallen. An ihren Enden bilden sich zwei- bis vierzellige Protobasidien. Die Basidien sind schwach eingebogen. Die dünnwandigen, glatten und inamyloiden Sporen von Helicobasidium compactum sind schmal ellipsoid und erreichen eine Größe von 12–23,5 × 3,5–6 µm. Die Hyphen des Subcuticulums sind kräftig violett-braun.

## Ökologie
Helicobasidium compactum wächst saprobiontisch und parasitär auf Blütenpflanzen, vor allem auf den Stümpfen, Wurzeln und Rinden von Bäumen, Sträuchern und Kräutern. In den Tropen wird ein breites Spektrum an Wirtspflanzen genutzt, etwa Kaffee- und Teesträucher. In Europa wurde die Art an Mörtelklumpen, Eschen (Fraxinus spp.), Weißdornen (Crataegus spp.) und Schlehdorn (Prunus spinosa) gefunden.

## Verbreitung
Helicobasidium compactum wurde zunächst in den Tropen Afrikas, Asiens und Amerikas entdeckt. In den 1970er Jahren wurde die Art erstmals in Großbritannien gefunden, später auch in Deutschland und der Schweiz.